# 법학연구
법학연구(Legal research)는 법학자, 변호사 등이 법률문제를 연구하는 것을 말한다. 법적 연구라고도 한다. 사실관계의 법적 쟁점을 분석하고, 법조문을 탐색하고, 유사사례의 판례를 연구한다.

## 절차
일반적으로 법학연구의 절차는 다음과 같다.
1. 성문법, 판례 등을 조사한다.
2. 로 리뷰, 법률사전, 법률백과사전 등에서 관련 주제를 조사한다.
3. 수사를 돕거나 기타의 정보를 제공하기 위해, 비법률적 출처들을 조사한다. (일간신문, 일반잡지, 인터넷 등)

## 같이 보기
- 미국의 법학연구(영어판)